# Requiem for the man of nomad
『requiem for the man of nomad』（レクイエム・フォー・ザ・マン・オブ・ノーマッド）は、MOON CHILDの8枚目のシングル。

## 解説
- フジテレビ系「HEY!HEY!HEY! MUSIC CHAMP」エンディングテーマ
- アレンジが2種類存在し、浦清英がアレンジをしたバージョンがアルバム「MY LITTLE RED BOOK」に収録される予定であったが見送られ、新たに明石昌夫がプロデュースを担当し、アレンジしたものをシングル化している。
- PVは東京都中央区新川二丁目にあったビルで撮影されており、映像にある青山特殊鋼の看板や自治会施設である新川二丁目越一センターの屋根から場所が確認できる。同地は現在ドーミーイン東京八丁堀が建っている。

## 収録曲
| 全作詞・作曲: 佐々木収、全編曲: Moon Child・明石昌夫。 |                                                 |          |            |
| #                                                      | タイトル                                        | 作詞     | 作曲・編曲 |
| 1.                                                     | 「requiem for the man of nomad」                | 佐々木収 | 佐々木収   |
| 2.                                                     | 「ビューティフルボーイ・ビューティフルガール」  | 佐々木収 | 佐々木収   |
| 3.                                                     | 「requiem for the man of nomad (Instrumental)」 | 佐々木収 | 佐々木収   |

## 収録アルバム
- POP AND DECADENCE (#1)
- Treasures of MOON CHILD 〜THE BEST OF MOON CHILD〜 (#1、RED BOOK Version)
- COMPLETE BEST (#1)